# Tobelbach (Haselbach)
Der Tobelbach ist ein gut zwei Kilometer langer, nordöstlicher und rechter Zufluss des Haselbachs und gehört zum Einzugsgebiet der Lorze im Schweizer Kanton Zürich. Er ist ein mittelsteiles, kleines Fliessgewässer des kollinen, karbonatischen Mittellands.

## Geographie

### Verlauf
Der Tobelbach entspringt etwa 400 Meter westlich des Ortskerns von Rifferswil auf einer Höhe von 553,5 m ü. M. im Flurgebiet Wildental im dichten Gehölz.
Er fliesst erst in südwestlicher Richtung durch das Tobelholz, lokal «Cheibetobel» genannt, weil dort Tierkadaver («Cheibe») entsorgt worden sein sollen. Südlich des Cheibetobel trocknet der Bach oft aus.
Der Bach erreicht südlich des Tobelholz das Gemeindegebiet von Mettmenstetten und durchfliesst eine weite Lichtung, bevor er nach Westen entlang der Schiessanlage Mettmenstetten-Wissenbach in den gleichnamigen Ortsteil einfliesst. Dort trieb er früher die Weissenbach-Mühle an.
Er zieht dann in Richtung Südwesten durch den Weiler Wissenbach und mündet bei Buebenauen auf einer Höhe von 469,4 m ü. M. von rechts in den dort aus dem Südosten kommenden Haselbach.
Der 2,37 km lange Lauf des Tobelbachs endet ungefähr 84 Höhenmeter unterhalb seiner Quelle, er hat somit ein mittleres Sohlgefälle von etwa 35 ‰.

### Einzugsgebiet
Das 1,79 km² grosse Einzugsgebiet des Tobelbachs liegt  im Schweizer Mittelland und wird durch ihn über den Haselbach, die Lorze, die Reuss, die Aare und den Rhein zur Nordsee entwässert.
Es grenzt
- im Nordosten und Osten an das Einzugsgebiet des Jonenbachs, der in die Reuss mündet;
- im Süden an das des Haselbachs direkt;
- im Nordwesten an das des Unterdorfbachs, der über den Dorfbach in den Haselbach entwässert und
- im Norden an das des Vorderen Dorfbachs, der in den Dorfbach mündet.

Es besteht zu 19,6 % aus bestockter Fläche, zu 74,2 % aus Landwirtschaftsfläche, zu 5,6 % aus Siedlungsfläche und zu 0,6 % aus unproduktiven Flächen.
Die Flächenverteilung
Die mittlere Höhe des Einzugsgebietes beträgt 542,4 m ü. M., die minimale Höhe liegt bei 470 m ü. M. und die maximale Höhe bei 590 m ü. M.

### Zuflüsse
Zuflüsse in der Reihenfolge von der Quelle zur Mündung. Namen und Daten nach dem GIS-Browser Zürich
- Bätpurbach (rechts), 0,6 km
- Asplibach (rechts), 0,3 km
- Talmattbach (links), 0,2 km
- Moosmattenbach (links), 0,2 km